# Vrkoslavice
Vrkoslavice (německy Seidenschwanz) je částí města Jablonec nad Nisou v okrese Jablonec nad Nisou, kraj Liberecký.
Vrkoslavice se dělí na dvě části: Malé a Velké Vrkoslavice. Název Velké Vrkoslavice je již neznámý a proto se používá pouze název Vrkoslavice. Na katastru Vrkoslavic leží i osada Dobrá Voda. Žije zde asi 1000 obyvatel

## Historie
Obec vznikla jako zastávka při obchodní stezce ze Železného Brodu do Jablonce nad Nisou a dále do hor. Osada je jako samostatná doložena od počátku 17. století, roku 1608 se připomíná ve Vartemberském urbáři; v německých pramenech a na mapách figuruje pod názvem Seidenschwanz. V letech 1850-1898 obec byla spojena s Kokonínem, od roku 1962 dodnes s Jabloncem nad Nisou.
Na základech starší barokní kaple byl v letech 1867-1871 (uváděno též 1881) vystavěn jednolodní římskokatolický kostel sv. Jana Nepomuckého s hranolovou věží ve stylu historismu. Vnitřní zařízení je prosté a pochází většinou z této novostavby, v posledních desetiletích se ztratily sochy sv. Jana Nepomuckého, Krista Trpitele z počátku 19. století, stejně jako obraz z hlavního oltáře. Pozoruhodná je stavba fary z počátku 19. století. Kaple při hlavní silnici pocházela také z 19. století a byla zbořena bez náhrady.
V obci se od počátku 19. století udržovala tradice domácí pasířské, bižuterní, ale i klenotnické výroby. K významným mistrům stříbrníkům patřil Celestin Fabian, činný v letech 1920-1949. Kromě bižuterie a šperků se smaltovanou výzdobou dělal chrámové nádobí.
Regionálně významný pivovar byl v obci založen roku 1835.

## Současnost

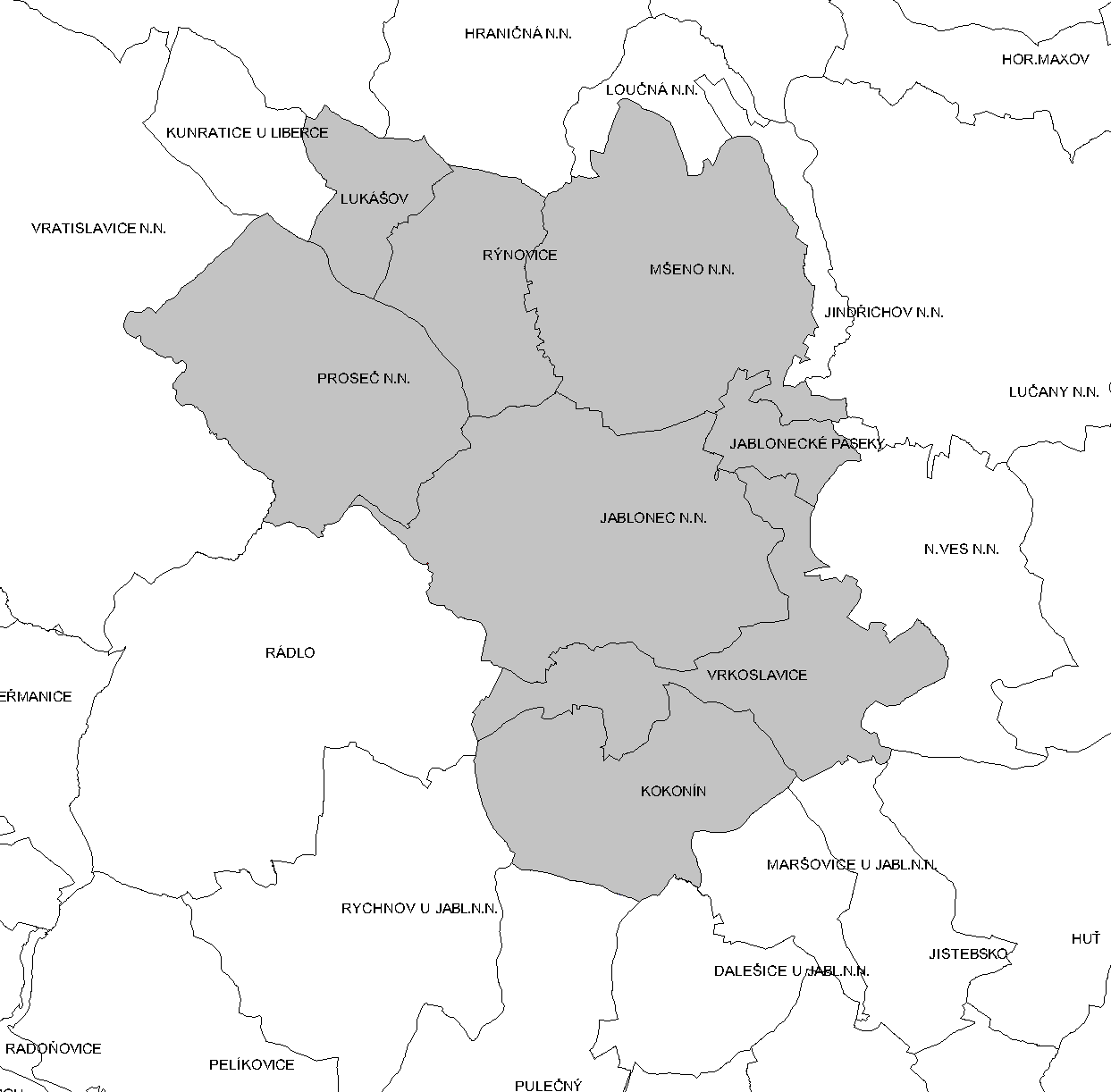
Katastrální území Jablonce nad Nisou

Od roku 1962 jsou Vrkoslavice připojeny k Jablonci nad Nisou jako jedna z městských čtvrtí. Ve Vrkoslavicích se nachází fotbalové hřiště, které využívají pro trénink fotbalisté FK Baumit Jablonec, a tenisové kurty.
V okolí je od 19. století proslulý výletní vrch s rozhlednou Petřín, s hotelem a restaurací. Poblíž se nachází přírodní útvar Čertův kámen, na kterém podle pověsti seděl rozzuřený čert, který svým ocasem vytloukl do kamene díry.
V blízkosti Dobré Vody se nachází rulové skalisko Vyhlídka, které je přístupné po železném schodišti (s výhledem na jižní svahy Jizerských hor, Černostudniční hřeben s rozhlednou Černá studnice a v pozadí část východních Krkonoš).
Nachází se zde mateřská škola a základní škola prvního stupně s 1.-5. ročníkem.
Do Vrkoslavic zajíždí jablonecké autobusy MHD (linka číslo 1, 5, 13) v pravidelný časových intervalech.

## Pamětihodnosti a přírodní zajímavosti
- památkově chráněný vodojem (parc. 733 a 734, u skály Vyhlídka)
- kostelík sv. Jana Nepomuckého (označován i jako kaple) z let 1867-1871 (uváděno též 1881; ul. U Kaple)
- fara čp. 7 z počátku 19. století (Zámecká ul.)
- hřbitov (ul. U Čertova kamene)
- výletní restaurace Petřín s rozhlednou
- řada staveb z konce 19. a počátku 20. století (zejména při hlavní ulici Vrkoslavic – Pražské a následně Rychnovské)
- několik staveb lidové architektury
- zchátralé objekty někdejšího jabloneckého pivovaru, založeného roku 1835 (Pražská 129)
- několik pomníků a drobných sakrálních památek
- pověstmi opředený Čertův kámen
- skála Vyhlídka (při modře značené stezce do Dobré Vody)
- památný strom Javor ve Vrkoslavicích (u domu čp. 170 v Pražské ul.)
- park Arboretum pod Petřínem
- tři vodní plochy v údolí nad jabloneckým pivovarem (východně od Pražské ul.)

## Fotogalerie

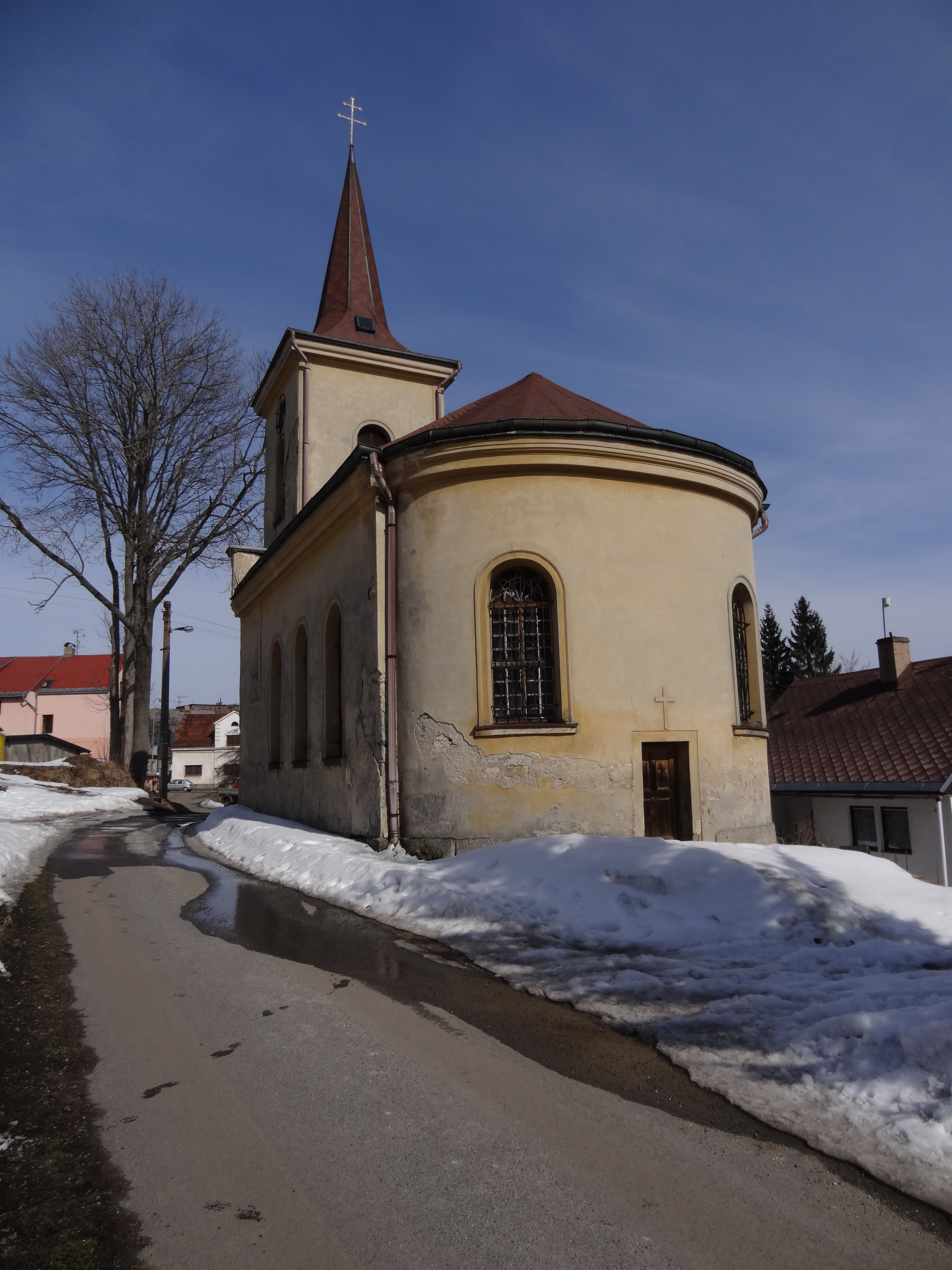
kostelík sv. Jana Nepomuckého
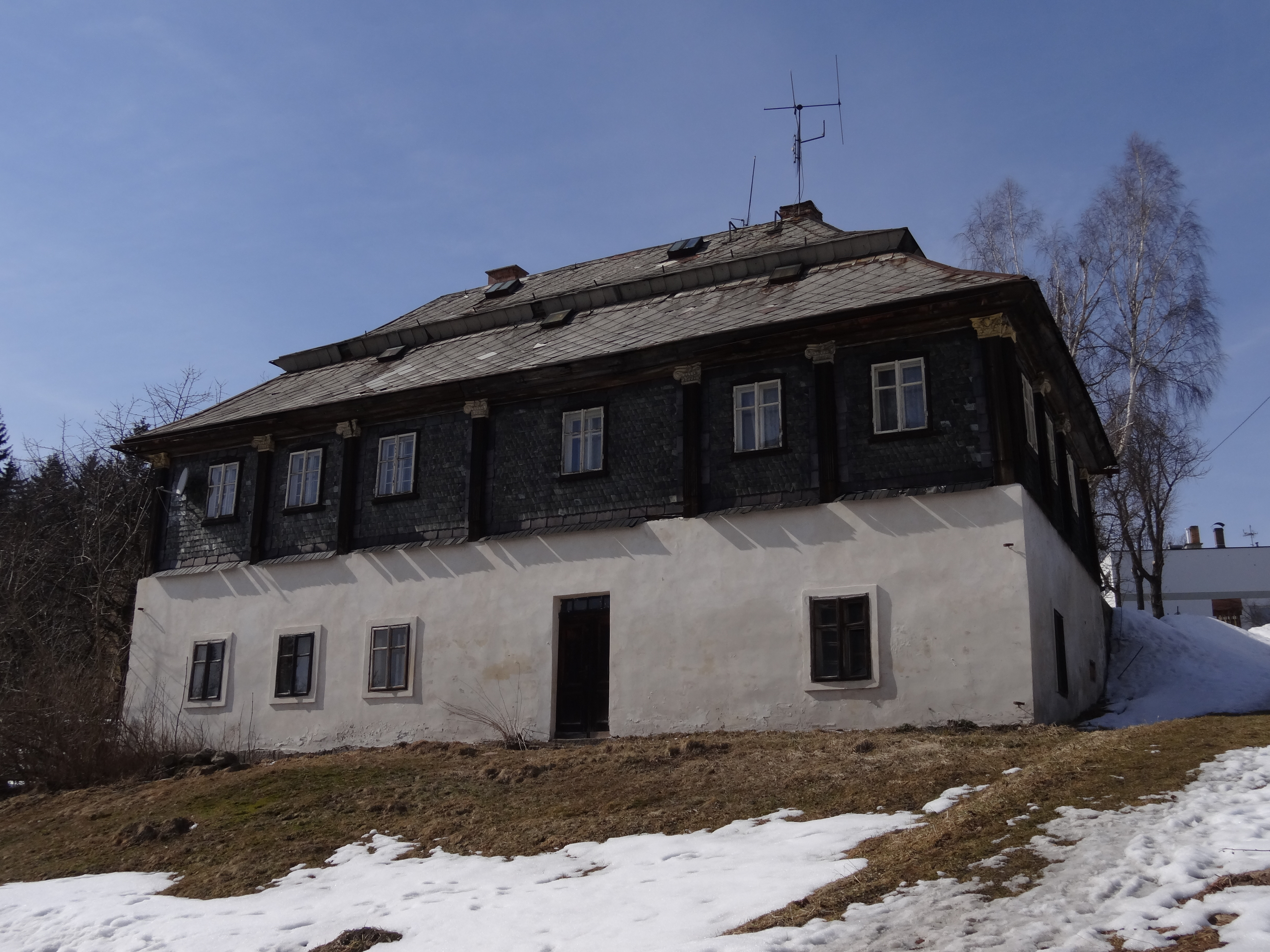
fara čp. 7
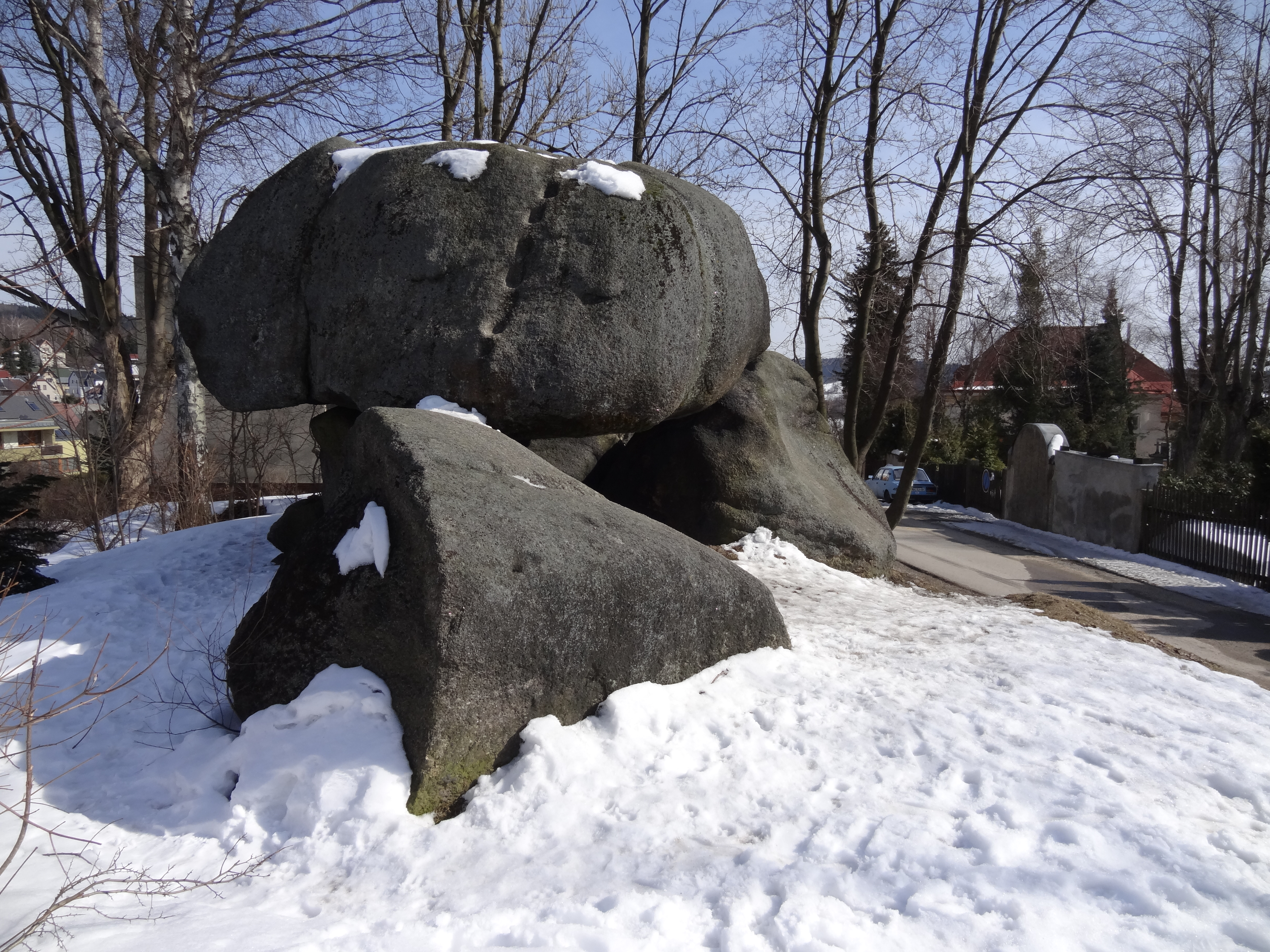
Čertův kámen
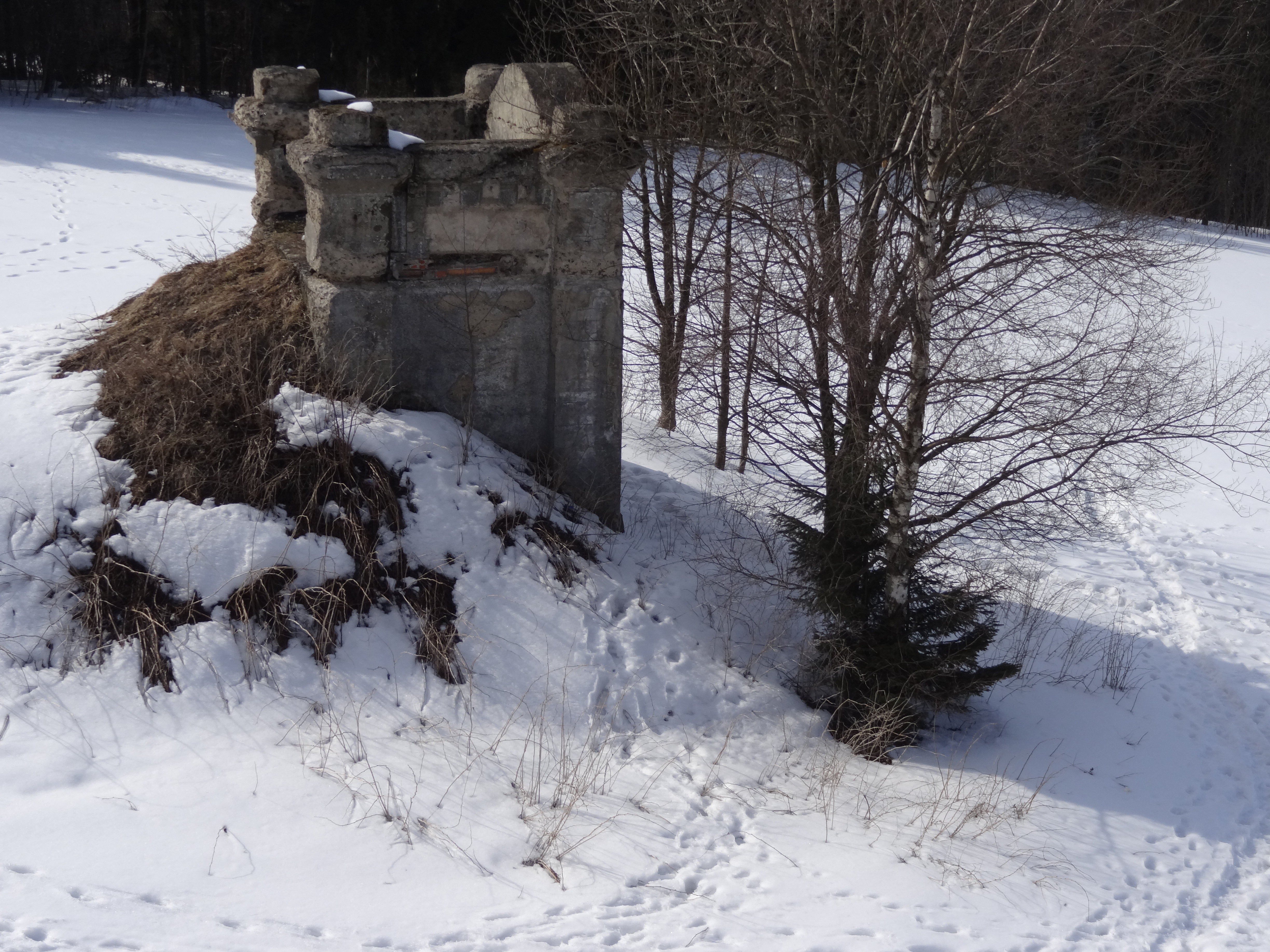
památkově chráněný vodojem
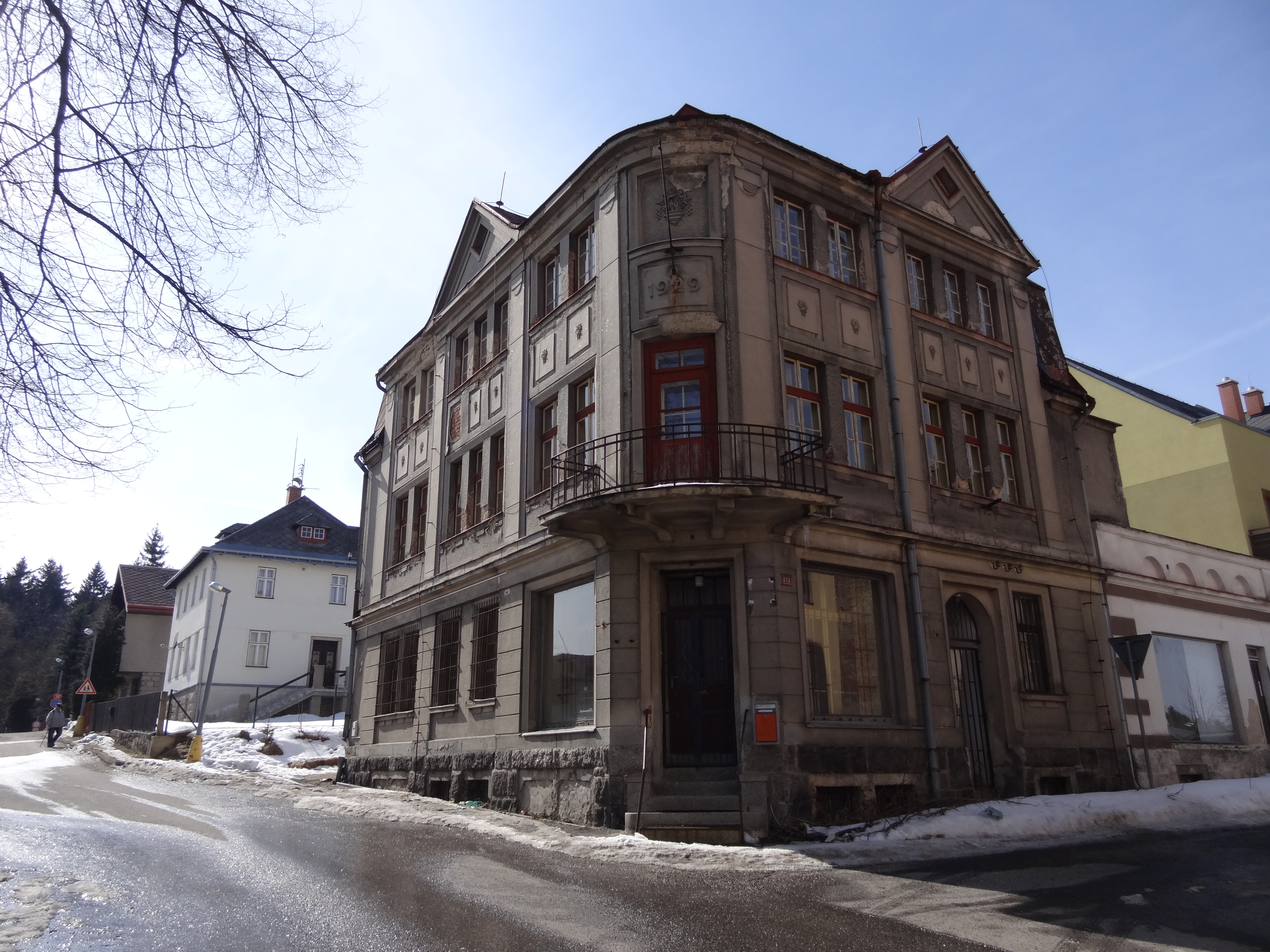
dům čp. 272 na rohu Zámecké a Kolmé ulice
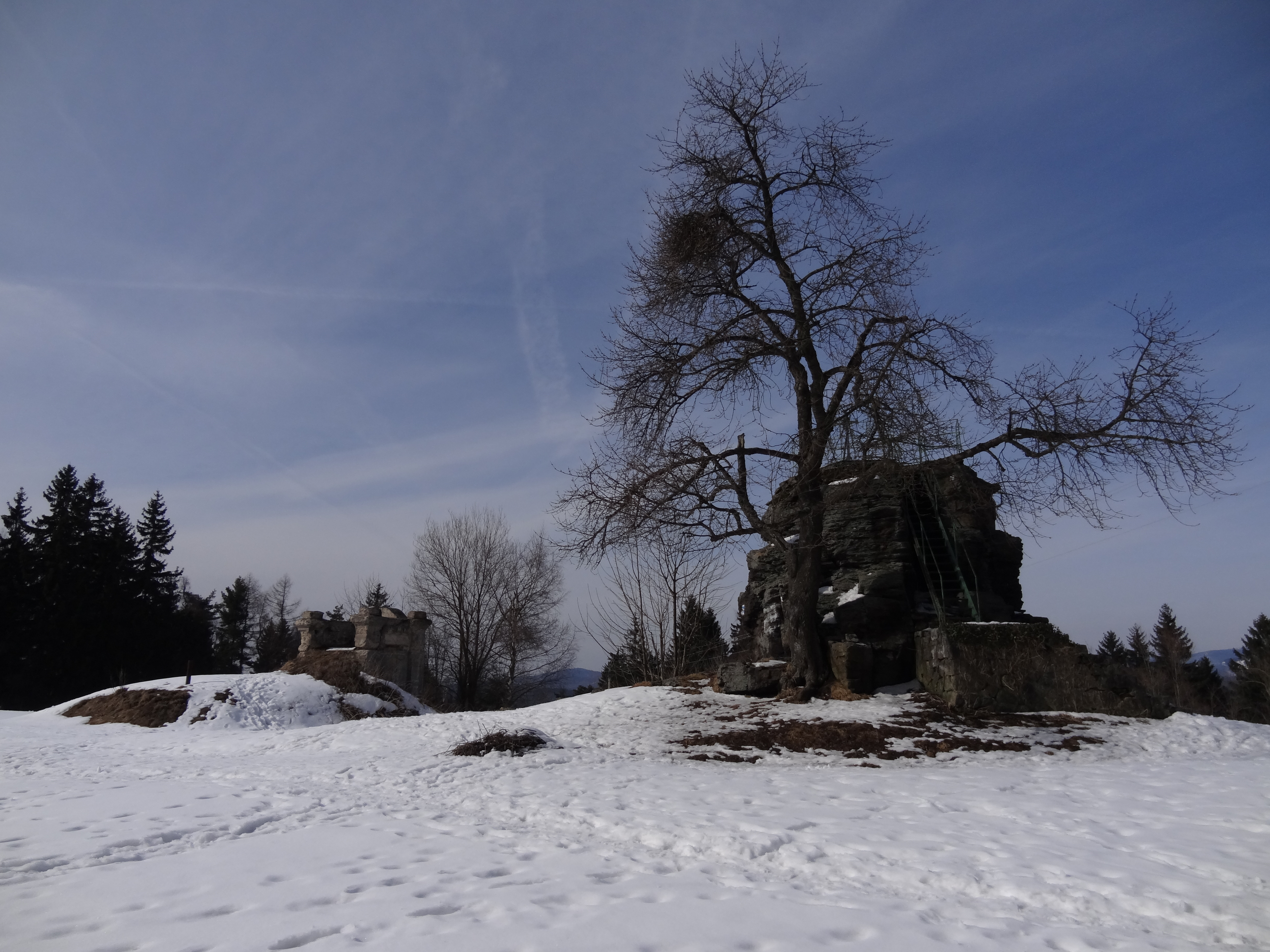
skála Vyhlídka